# スマイルドネーション
スマイルドネーション（SMILE DONATION）は、大きなくくりとしては、世界初の社会貢献SNSである。スマイル財団を創設した重田みゆきが初考案した日本赤十字社を支援する新しい寄付システムを搭載している。その機能を総じてスマイルドネーションという。2020年7月31日に専用サイトがスタートするが、プレイベントとして、2019年火災に見舞われた首里城の復興支援として、笑顔寄付(TM)スマイルドネーションを実施しており、沖縄リウボウとM.snow Productuions社が主催し、首里城美術工芸品収集復元支援に100万円以上の寄付が行われた。